# وزارة عبد الخالق ثروت باشا الثانية
وزارة عبد الخالق ثروت باشا الثانية هي الوزارة السادسة والثلاثون في مصر، صدر المرسوم الملكي بتشكيلها في 25 أبريل 1927.

## أعضاء الحكومة
| الوزارة               | الوزير                                                    |
| --------------------- | --------------------------------------------------------- |
| رئيس مجلس الوزراء     | عبد الخالق ثروت باشا                                      |
| وزير الداخلية         | عبد الخالق ثروت باشا (إلى جانب منصبه رئيسًا لمجلس الوزراء) |
| وزير الخارجية         | مرقص حنا باشا                                             |
| وزير الحقانية         | أحمد زكي أبو السعود باشا                                  |
| وزير المالية          | محمد محمود باشا                                           |
| وزير الأشغال العمومية | عثمان محرم باشا                                           |
| وزير الحربية والبحرية | جعفر ولي باشا                                             |
| وزير المعارف العمومية | علي الشمسي باشا                                           |
| وزير الأوقاف          | محمد نجيب الغرابلي باشا                                   |
| وزير الزراعة          | محمد فتح الله بركات باشا                                  |
| وزير المواصلات        | أحمد خشبة باشا                                            |

## وصلات داخلية
- قائمة رؤساء مجلس وزراء مصر